# مطار شلالات فيكتوريا
مطار شلالات فيكتوريا (بالإنجليزية: Victoria Falls Airport) (إياتا: VFA، إيكاو: FVFA) هو مطار دولي يخدم صناعة السياحة في شلالات فيكتوريا ، ويبلغ 18 كيلومتر (11 ميل) جنوب مدينة شلالات فيكتوريا ، زيمبابوي .

## نظرة عامة
في أبريل 2013 ، قدم بنك الصين للاستيراد والتصدير قرضًا بقيمة 150 مليون دولار لبناء مدرج المطار الجديد وممرات سارات الاجرة ومحطة جديدة لزيادة قدرة المطار من 500000 إلى 1.7 مليون مسافر سنويًا.
يعمل المطار 12 ساعة في اليوم ، مع توفر خدمات الهجرة والجمارك خلال ساعات العمل. يوفر مرافق وخدمات المطار ، بما في ذلك مواقف الطائرات ومناولة البضائع والركاب والتزود بالوقود ومعلومات الطقس والمطاعم والمتاجر المعفاة من الرسوم الجمركية والمرافق المصرفية. يحتوي المطار على خدمات نقل مكوكية إلى الفنادق وأماكن أخرى في المدينة. هناك مجموعة متنوعة من منظمي الرحلات وتأجير السيارات. تصادف أن هيئة السياحة في زيمبابوي لديها مكتب متمركز في المبنى لمساعدة جميع المسافرين الذين لديهم أي نوع من التحدي.

## شركات الطيران والوجهات
| شركـات طيـران            | الوجهات                                                                                   |
| ------------------------ | ----------------------------------------------------------------------------------------- |
| طيران زيمبابوي           | مطار جوشوا مقابوكو نكومو الدولي، مطار روبرت غابريل موجابي الدولي                          |
| إير لينك                 | مطار كيب تاون، مطار أوليفر ريجنالد تامبو                                                  |
| الخطوط الجوية الإثيوبية  | مطار أديس أبابا بولي الدولي                                                               |
| Eurowings Discover       | موسمي: مطار فرانكفورت، مطار ويندهوك الدولي                                                |
| Fastjet Zimbabwe         | مطار روبرت غابريل موجابي الدولي،Hwange، Kariba، مطار أوليفر ريجنالد تامبو، Maun، Mbombela |
| الخطوط الجوية الكينية    | مطار كيب تاون، مطار جومو كينياتا الدولي                                                   |
| خطوط جنوب إفريقيا الجوية | مطار أوليفر ريجنالد تامبو                                                                 |

## روابط خارجية
- مطار شلالات فيكتوريا الدولي
- مطاراتنا - شلالات فيكتوريا[وصلة مكسورة]
- خريطة الشارع المفتوحة - مطار شلالات فيكتوريا